# Ciborinia
Ciborinia Whetzel – rodzaj grzybów z rodziny Sclerotiniaceae.

## Systematyka i nazewnictwo
Pozycja w klasyfikacji według Index Fungorum: Sclerotiniaceae, Helotiales, Leotiomycetidae, Leotiomycetes, Pezizomycotina, Ascomycota, Fungi.

## Gatunki
- Ciborinia allii (Sawada) L.M. Kohn 1979
- Ciborinia bresadolae (Rick) J.T. Palmer 1992
- Ciborinia camelliae L.M. Kohn 1979
- Ciborinia candolleana (Lév.) Whetzel 1945
- Ciborinia ciborium (Vahl) T. Schumach. & L.M. Kohn 1985
- Ciborinia confundens (Whetzel) Whetzel 1945
- Ciborinia davidsoniana Whetzel ex J.W. Groves & Bowerman 1955
- Ciborinia erythronii (Whetzel) Whetzel 1945
- Ciborinia foliicola (E.K. Cash & R.W. Davidson) Whetzel 1945
- Ciborinia gentianae I. Saito & Kaji 2006
- Ciborinia gracilipes (Cooke) Seaver 1951
- Ciborinia gracilis (Clem.) Whetzel 1945
- Ciborinia hemisphaerica W.Y. Zhuang & Zheng Wang 1997
- Ciborinia hirsuta L.M. Kohn & Korf 1982
- Ciborinia hirtella (Boud.) L.R. Batra & Korf 1959
- Ciborinia jinggangensis W.Y. Zhuang & Zheng Wang 1997
- Ciborinia megaspora Raitv., K.S. Thind & R. Sharma 1985
- Ciborinia pseudobifrons Whetzel ex J.W. Groves & Bowerman 1955
- Ciborinia seaveri J.W. Groves & Bowerman 1955
- Ciborinia trillii L.R. Batra & Korf 1959
- Ciborinia violae L.R. Batra & Korf 1959
- Ciborinia whetzelii (Seaver) Seaver 1951
- Ciborinia wisconsinensis L.R. Batra 1960

Nazwy naukowe na podstawie Index Fungorum..